# 雀刺し
| 9  | 8  | 7  | 6  | 5  | 4  | 3  | 2  | 1  |    |
|    |    |    |    |    |    |    |    |    | 一 |
|    |    |    |    |    |    |    |    |    | 二 |
|    |    |    |    |    |    |    |    |    | 三 |
|    |    |    |    |    |    |    |    |    | 四 |
|    |    |    |    |    |    |    | 桂 | 歩 | 五 |
| 歩 |    | 歩 | 歩 | 歩 |    | 歩 | 歩 |    | 六 |
|    | 歩 | 銀 | 金 |    | 歩 |    |    | 香 | 七 |
|    | 玉 | 金 | 角 |    | 銀 |    |    | 飛 | 八 |
| 香 | 桂 |    |    |    |    |    |    |    | 九 |

雀刺し（すずめざし、英: Spearing-the-Sparrow）は、将棋の戦法。「スズメ刺し」とも表記する。
先手番の場合、1筋に飛び道具と呼ばれる飛車・角・香などを集中させ、一点突破を狙う作戦。▲1七香、▲1八飛、▲6八角または▲7九角、▲2五桂の位置に攻め駒を移動させ、1三の地点に集中させる。

## 概要
名前の由来は、▲6八角または▲7九角が1三の地点を狙う格好が、ちょうど雀を捕らえるときに槍を斜めに構える姿に似ているから、と言われている（既に江戸時代から存在する「鳥刺し」という戦法と似ていることから、それをもじって命名したとする説もある）。この名称を初めて活字にした加藤治郎名誉九段は、矢倉で3七桂とする新しい戦法が生まれた頃、先に生まれた矢倉3七銀を銀子定跡、矢倉3七桂型を桂子定跡と書き分けていた。その後に大阪の高島一岐代九段などが雀刺しと口にするのを耳にして、観戦記に初めて記し、いつしかこの呼称が定着したという。
矢倉囲いから生まれた戦法だが、他の戦法とも併用できる。破壊力はあるものの、攻撃を一点に集中させるため、自陣がおろそかになりがちである。また、自分も駒を取られる覚悟で攻めるため、後戻りは許されない戦いになる。
以上から、一番効率の良い攻め時は相手の玉が端に近い時である。ただし、雀刺しを見せて△2二金などと悪形で受けさせ、一転して中央で開戦するのがよくある手筋であり、現代でも端で手に入れた駒で他の筋（主に3筋）から手を作るのが定跡である。

## 変遷

### 発案から隆盛
▲1七香-1八飛体制の例は1947年（昭和二十二年）3月4日に行われた第六期名人戦第一局、△木村義雄名人対▲塚田正夫八段戦で出現している。先手の塚田は▲1六歩-△1四歩型に矢倉3七銀の棒銀から1七香・1八飛と構えて端を攻める新しい構想を打ち出している。観戦記者の倉島竹二郎は｢果然、塚田八段が放った1七香、1八飛の奇襲、名人戦最初に現れた端歩攻め」と、驚きをもって新戦法出現を報道している他、後に対局者の木村十四世名人は自戦記で｢なお、塚田氏の1七香、1八飛の駒組みは、現在では雀刺しと呼ばれている」と記している。
後述する雀刺しの飛車先を▲2六歩で止めて▲2五桂～1三桂成とする攻撃方法の創案者は升田幸三実力制第4代名人と言われている。▲2六歩の一歩止めのルーツは、遡ると角落ちの矢倉戦法にあらわれているという。そして 寛政年刊の『象戯指南車』を改題したとされる『将棊自在』に、現在も知られる右四間飛車から▲2六歩止めで▲2五桂△2四銀▲4五歩と開戦する矢倉崩しが示されている。
観戦記者の東公平によると、升田は1953年頃から棋戦で採用し始めたという。
第1号局は1953年7月1日 王座戦、▲丸田祐三戦とされ、丸田は銀矢倉+▲8八銀型で迎え撃ち勝利している。その後も1953年8月1日 王将戦▲原田泰夫 戦（先手8八金型）、1953年9月3日 ▲本間爽悦 戦（先手菊水型）、1953年10月8日 ▲熊谷達人 戦（▲8六銀-3七角型）、1954年3月6日 順位戦▲花村元司 戦（先手8八金ー▲9六歩型）と、升田はいずれも後手番で採用し、相手側の陣を歪ませておき、途中で飛車を8筋に戻している。そして、升田流の3七桂戦法の三人目の対戦者となった本間はおれを古馬鹿にした指し方とみると同時に腹を立てたというが、やられてみると、やはり升田さんは天才だなと新戦法の威力に降参しつつ賛辞を呈したという。
この升田流が矢倉戦法における新しい感覚として注目され、当時の棋界でにわかに指されることになったという。
一方で1954年4月12日 名人戦、▲大山康晴 戦では先手の大山が採用。後手升田は△1四歩ー2二玉型で迎え撃っている。
その後升田以外は、ほとんどを先手番での作戦として指した。
以後トップクラスの棋士の間で指されるようになり、中でも1979年の名人戦は「雀刺しシリーズ」と呼ばれたほど、雀刺しが登場した。名人戦の対局者の一人であった米長邦雄執筆の強豪向け定跡書『米長の将棋』の矢倉戦法の巻は、8割以上を雀刺しが占めている。
矢倉は1950年代には銀矢倉が主流で、1960年代になっても▲4七銀型（△6三銀型）が多く指されていたので、矢倉での端攻めになる将棋はそれほど多くなかったし、先手が雀刺し模様であれば▲3七桂に△2四銀とあらかじめ受ける指し方もなされていた。1977年9月27日十段戦、▲加藤一二三 対 △米長邦雄 戦では、後手米長が入城しあらかじめ△2四銀としていたなかで、先手加藤が▲2五桂と跳ねてきたので、跳ねた桂馬を2四の銀で取っている。
当の雀刺し戦も1978年ごろまで、▲1六歩に△1四歩、△9四歩に▲9六歩と、早くに端歩を突き合う型も多く指されていた。したがって、端をつめた▲1五歩型にせず▲1六歩のまま▲3七桂とし、△1四歩を突かせて下記第1-4～6図の展開や、△2四銀▲2五歩△1三銀と銀を端に追いやってから3八飛戦法の雀刺しにする指し方も、そのころまで多く指されていた。また、▲1五歩型にされても△6三銀型の後手に菊水矢倉（しゃがみ矢倉などとも呼ばれる）に組めば、後手玉が2一にいるため、十分な脅威を与えられなくなるとされていた。
棋士同士の対局では、下記の方法のようないかにも雀刺しらしい端への速攻作戦自体はうまくいかないだろうということで、いつでも攻めるぞと雀刺しの態勢だけを組んで、相手陣を△2二銀や△2二金、△2四銀の手を誘って、反対の先手玉頭方面の盛り上げや、相手銀の左右分裂によって中央が薄くなるのでそちらに攻撃の視準を合わせるなど、態勢を作りながら端を攻めるのではなく、別の戦いにするという方向に進んで、攻撃的な脅威を与えるような戦法とはなっていない。
ただし、▲1五歩と端を詰めて、▲2五桂から▲1三桂成の速攻もときどきみられた。
その最初期である1955年7月15日順位戦の▲灘蓮照対△松浦卓造戦では、先手の灘が玉の入城をすまし、後手松浦の菊水に対して▲1三桂成速攻を仕掛けた。菊水に対しては、1978年10月27日順位戦、▲佐瀬勇次対△青野照市戦では、後手菊水に先手が入城しての▲1三桂成速攻に角の利きで△1五香の反撃をしている。1963年8月27日順位戦、▲二上達也対△塚田正夫では、後手菊水から△2四歩としたところで▲2五歩とし、△同歩▲同桂～▲1三桂成と指している。
お互い囲いに入ってから▲1三桂成を仕掛けたのは最初期としては1966年2月26日 順位戦、▲関根茂対△佐藤大五郎戦があり、その後も後手が入城し先手が▲7九玉型で▲1三桂成を仕掛けた1977年11月14日NHK杯、▲米長邦雄 対 △宮坂幸雄戦もある。
1963年11月16日王将戦予選、▲松田茂役 対 △灘蓮照 戦では、後手の灘が雀刺しで、お互い入城後後手が△9七桂成速攻をしかけ、下記の手法▲9六同銀△同香▲同香△同飛に先手松田は▲9八歩としたが、後手△同飛成と突っ込んでいる。後手雀刺しでは他に、両玉が入城後△9七桂成速攻を仕掛けた1977年5月24日王位戦、▲米長邦雄 対 △加藤一二三 戦や、後手△3一玉型で先手が入城してから△9七桂成速攻を仕掛けた1978年2月15日王将戦、▲有吉道夫 対 △中原誠 戦がある。
さらに、▲1五歩と端を詰めて、▲1四歩△同歩▲同香を仕掛けた矢倉戦も幾つか出現する。
これは相手が入城前なら、端の利きが一つ少ないからで、棋戦の対局では、相手が△2四銀-3一玉型で▲2五歩で銀を追ってから▲1四歩とした1967年11月3日 NHK杯、加藤博二 対 関根茂 戦、先手は▲5八金-6九玉型に後手は△4一玉型で、▲1四歩速攻を仕掛けた1978年11月21日棋聖戦予選、谷川浩司 対 南口繁一 戦、 玉の位置が先手▲7九に後手△4一で▲1四歩を仕掛けた1977年4月19日名将戦、田中寅彦 対 二上達也 戦などでみられる。利きがある状態でも、後手からの雀刺しで先手菊水に△9六歩を仕掛けた1978年12月4日王将戦予選、石田和雄 対 二上達也 戦などでみられた。
1970年代後半、特に1979年から矢倉の局数が多くなることで、1983年ごろまで矢倉戦で雀刺しが多く指されるようになる。
1979年9月4日勝ち抜き戦、▲田丸昇 対 △石田和雄 戦では、両者入城型で先手田丸の雀刺し▲2五桂に後手石田が棒銀を仕掛けて角銀交換となったが、先手が敵陣に角の打ち込みで敵陣を乱してから、▲1三桂成と仕掛けている。以下は△同銀▲1四歩に△2四銀▲1三銀と進んだ。
1979年6月21日新人王戦、▲中田章道 対 △酒井順吉 戦では、両者入城型で先手がいったん▲3七銀としてから▲1三桂成速攻を仕掛けており、これだと後手受けの手筋△3六角が利かないため、後手酒井は先手の▲3五歩以下は△8六桂と打ち込んでいる。
菊水矢倉に1三桂成速攻も、1979年1月19日名将戦、▲田丸昇対△真部一男戦や1979年1月26日順位戦、▲米長邦雄対△二上達也戦では、先手▲8八玉と入城して、1979年2月20日順位戦、▲板谷進対△米長邦雄戦では、後手米長のほうが△4三金-4一玉型で先手板谷の菊水に△9七桂成、1979年4月6日名将戦、▲有吉道夫対△田中魁秀戦では、▲6七金-6九玉型で試みている。1979年3月22日奨励会戦、▲永作芳也対△武者野勝巳戦では菊水から▲8六歩に△8五歩▲同歩△同桂と後手から雀刺しを試みている。1979年6月5日順位戦、▲板谷進 対 △二上達也 戦では、後手が△8五桂に▲8八銀として△9六歩▲同歩△同香▲同香△同飛に先手が端を放置したので、後手が△9七歩としている。
雀刺し側が持ち駒に1歩入っての▲1五歩△同歩▲1三歩という指し方もこのころから指されていった。以下、△同歩に▲2五桂△2四銀▲1三桂成△同銀▲1六香に△1五桂と受ける展開などで、最初期が1976年10月13日十段戦予選、▲有吉道夫 対 △加藤一二三 戦や、同年11月30日の十段戦、▲中原誠 対 △加藤一二三 戦で指されている。
そして相雀刺しといった戦型も登場する。1978年1月20日順位戦、▲有吉道夫 対 加藤一二三 戦では、先手が▲8八玉と入城し雀刺しに構えたところ、後手△3一玉型で△9七桂成速攻を仕掛けているほか、1978年12月12日棋聖戦、▲中原誠 対 △二上達也 戦では、両者雀刺しで先手▲7九玉型の陣に後手が△7三銀から8五歩、△8四銀から棒銀の9六歩速攻を仕掛ける。1979年12月20日王位戦、▲高島弘光 対 △小林健二 戦では、相雀刺しで先手の菊水矢倉に後手が△4一型から△9七桂成速攻を仕掛けている。	
またこのころから玉の位置が先手が▲6九や7九、後手が△4一や3一の状態で仕掛ける指し方もみられるようになった。早くは1973年から指されており、例えば先手▲6九玉型後手△4一玉-2四銀型で先手が▲2五歩△3三銀に▲1四歩の仕掛を決行した1973年1月29日早指し選手権、▲加藤一二三 対 △佐瀬勇次 戦や、先手▲6九玉型後手△4一玉型で後手棒銀の端からの速攻に▲1四歩と仕掛けている1973年5月10日名人戦、▲加藤一二三 対 △中原誠 戦がある。
その後しばらくはみかけなかったが、1977年6月25日早指し選手権、▲滝誠一郎 対 △中原誠 戦で、後手中原の△2二玉に対し先手の滝が▲7九玉型から▲2五桂跳ねで▲1四歩△同歩▲同香と仕掛ける。その後も、先手▲6九玉後手△4一型で▲1四歩△同歩▲同香の速攻は1978年3月13日NHK杯、▲加藤一二三 対 △中原誠 戦や1979年4月27日名将戦での▲佐瀬勇次対△花村元司戦のほか、先手が2九桂型で▲1四歩を実行した1979年1月9日若獅子戦、▲前田祐司対△松浦隆一戦と1979年6月18日王位戦、▲加藤一二三 対 △有吉道夫 戦、▲2五桂△2二銀▲1四歩と仕掛けた1979年8月22日王位戦、▲米長邦雄 対 △中原誠 戦、さらに▲1四歩△同歩▲同香△1三歩に▲同香成とつっこんだ1979年11月13日、▲谷川浩司 対 △青野照市 戦などがある。
1979年8月27日十段戦予選、▲米長邦雄 対 △勝浦修 戦では、▲6九玉△4一玉型で、▲2五桂△2二銀に▲3五歩としている。	
雀刺し側が▲4六歩といったん角道を止めてから端攻めを仕掛けた指し方も、後手が後手△4一玉-2二銀型に菊水を解消したところで▲1四歩△同歩▲1三歩とした1978年9月28日王将戦予選、▲加藤一二三 対 △石田和雄 戦や▲2五桂△2四銀に▲4六歩～4五歩から▲6六角と出て▲1三桂成を試みた1979年1月11日棋聖戦、▲中原誠 対 △二上達也 戦などがある。
また、▲6九玉△4一玉型で▲2五桂から1三桂成といく指し方も1979年からで、1979年7月10日棋聖戦、▲中原誠 対 △加藤一二三 戦や1979年7月30日王位戦、▲米長邦雄 対 △中原誠 戦で試みられているが、いずれも▲1三桂不成としている。
そして下記手法のとおりの、後手が△2二玉と入城して先手が▲6九玉型から▲1三桂成速攻が、1977年7月1日十段戦、▲米長邦雄 対 △加藤一二三 戦で試みられたのをはじめ、1979年1月26日順位戦、▲高島弘光 対 △丸田祐三 戦でも試みられた。その後も1979年10月22日勝ち抜き戦、▲伊達康夫 対 △谷川浩司 戦で、先手伊達が▲7九玉-6七金型から、1979年6月27日順位戦、▲沼春雄 対 △大島映二 戦で先手沼が▲6九玉-6七金型から、▲1三桂速攻を試みている。1979年3月17日棋王戦、▲米長邦雄対△加藤一二三戦や1979年6月1日棋聖戦、▲佐藤義則対△真部一男 戦でも、先手が▲6九玉-6七金型で仕掛け、下記の手法△3六角から以下▲2五歩△同角▲1九飛△3五歩に▲2八香△3六角▲2七銀としている。
上記にある中原誠名人に米長邦雄が挑戦した1979年度第37期名人戦では、1979年3月13日の第1局では、後手米長の雀刺しに先手中原は菊水に、3月29日の第2局では、先手中原の雀刺しに後手米長が菊水に構える。
そして4月11日の第3局では、先手米長が▲6九玉-6七金型から▲1三桂成速攻を仕掛ける。下記の手法△3六角から以下▲2五歩△同角▲1九飛△3五歩に▲2八香△3六角▲2六香と指す。この指し方は後に1979年5月25日王位戦予選、▲森雞二 対 △加藤一二三 戦でも先手の森に指されている。
5月9日の第5局では、先手米長の▲6六銀-7七桂型に後手中原が△9五歩▲同歩△9八歩▲同歩△9七歩と先行する。
1981年に塚田泰明が四段に昇段し棋士になると、矢倉戦の先手番では雀刺しを用いて勝利数を重ねることとなる。内藤国雄が朝日杯の前身、全日本プロトーナメントの第1回大会で塚田と当たり、「東京で端攻めの強い子がいるって聞いたので、矢倉にしてみた」として矢倉に組んでいる。1983年の新アマ・プロオープン戦では対 野藤鳳優戦で、相手の野藤が塚田の雀刺しを警戒して、先手であったが矢倉3七銀戦法を選んでいる。

### ▲2九飛戦法と飛車先不突型
雀刺しを受ける側は、下記の方法のとおり入城しても決して危険なわけではないため、1970年代から80年代にかけて棒銀や△7五歩交換から△7四銀型を目指す早く攻撃態勢がとれる指し方がみられ、一方雀刺し側は端に2手もかけて▲1五歩と詰めたにもかかわらず仕掛けても形成が難しく、他の指し手にかけても相手に先行されるといった、有利さが担保されないような状況でもあった。
そこで現れたのが▲2九飛戦法である。相手が棒銀模様の際に玉の入城を遅らせて▲2九飛と間合いを測るのがこの作戦の骨子で、7筋からの攻めには6筋から盛り上がり、棒銀に対しては▲5九飛から中央を破る狙いがある。
しかし、後手にも手待ちをされると先手からの手作りに苦慮することの他、飛先不突矢倉の隆盛により右銀を2六へ進出させる雀刺しが開発されると棒銀よりも早い攻撃態勢となってその優秀性から従来の雀刺しそのものが衰退した。
これを受け、▲2九飛戦法までも決定的な対策を見ないまま指されなくなった。しかし、この間合いを測る手法は森下システムに応用されることになる。

### 対森下システム
プロ棋戦では1980年代前半の時期、先手の主流作戦となった飛先不突矢倉の雀刺し型対策に、後手側は玉を入城せず攻撃態勢を敷く急戦矢倉を志向するようになっていった。そして1990年代に矢倉の先手番は後手の急戦矢倉志向をけん制しながら駒組を進めて先手の有利性を担保する森下システムが台頭する。以降、先手の攻撃陣用は▲3七桂-3八飛-4六銀スタイルに移行し、雀刺しは余り指されなくなっていった。ところが、先手の森下システムに対して、今度は後手から雀刺しで攻撃する指し方が棋戦に次々と登場して森下システムを攻略しだしていき、これによりこの戦法の有用性が突然認識されていく。
森下システムでは早々と右金を6七に上げてしまうので、飛車を切ることがよくあるこの戦型では横からの攻めに弱くなる。また玉を早々に入城させることもあり、玉が雀刺しの狙いとなる端に近くなり、雀刺しはもっとも効果的な対策となった。これが最盛期には先手の勝率が7割を誇った森下システムがあまり指されなくなった原因であるが、こうしてしばらく　先手の森下システム対策として、後手番から指すことがある程度となっていく。

### 現代
その後森下システム側にも深浦康市による対雀刺し対策が現れ、難解な勝負となる。また2000年以降、だんだんと矢倉戦では先手がどんな作戦であろうと後手番の作戦としてがっぷり四つの相矢倉戦を志向せず、急戦矢倉と他陣形（雁木や左美濃など）が主流になるにつれ、雀刺しも矢倉戦法の主流ではなくなっていく。ただし、アマチュア向けの矢倉戦法解説書・定跡書などでは相変わらず矢倉の代表的戦術として登場している。

## 方法
| 9  | 8  | 7  | 6  | 5  | 4  | 3  | 2  | 1  |    |
| 香 | 桂 |    |    |    |    |    | 桂 | 香 | 一 |
|    | 飛 |    | 銀 |    | 角 | 金 | 王 |    | 二 |
| 歩 |    |    | 歩 |    | 金 | 銀 | 歩 | 歩 | 三 |
|    |    | 歩 |    | 歩 | 歩 | 歩 |    |    | 四 |
|    | 歩 |    |    |    |    |    | 桂 | 歩 | 五 |
|    |    | 歩 | 歩 | 歩 |    | 歩 | 歩 |    | 六 |
| 歩 | 歩 | 銀 |    |    | 歩 |    |    | 香 | 七 |
|    |    | 金 |    | 金 | 銀 |    |    | 飛 | 八 |
| 香 | 桂 | 角 | 玉 |    |    |    |    |    | 九 |

| 9  | 8  | 7  | 6  | 5  | 4  | 3  | 2  | 1  |    |
| 香 | 桂 |    |    |    |    |    |    |    | 一 |
|    | 飛 |    | 銀 |    | 角 | 金 | 王 |    | 二 |
| 歩 |    |    | 歩 |    | 金 |    | 歩 | 桂 | 三 |
|    |    | 歩 |    | 歩 | 歩 | 歩 |    | 飛 | 四 |
|    | 歩 |    |    |    |    |    |    |    | 五 |
|    |    | 歩 | 歩 | 歩 |    | 歩 | 歩 |    | 六 |
| 歩 | 歩 | 銀 |    |    | 歩 |    |    |    | 七 |
|    |    | 金 |    | 金 | 銀 |    |    |    | 八 |
| 香 | 桂 |    | 玉 |    |    |    |    |    | 九 |

| 9  | 8  | 7  | 6  | 5  | 4  | 3  | 2  | 1  |    |
| 香 | 桂 |    |    |    | 王 |    | 桂 | 香 | 一 |
|    | 飛 |    |    |    |    | 金 |    |    | 二 |
| 歩 |    | 銀 | 歩 |    | 金 | 銀 | 歩 | 歩 | 三 |
|    | 歩 |    |    | 歩 | 歩 | 歩 |    |    | 四 |
|    |    | 角 |    |    |    |    | 桂 | 歩 | 五 |
|    |    |    | 歩 | 歩 |    | 歩 | 歩 |    | 六 |
| 歩 | 歩 | 銀 | 金 |    | 歩 |    |    | 香 | 七 |
|    |    | 金 |    |    | 銀 |    | 飛 |    | 八 |
| 香 | 桂 | 角 | 玉 |    |    |    |    |    | 九 |

第1-1図の基本図、△2二玉と入城している後手に先手の▲2五桂から、後手の△2四銀に▲1三桂成とする。以下△同銀▲1四歩△同銀とするのが後手最善の受けになり、他の応手ではすべて雀刺し側が良くなる。例えば▲1三桂成△同銀▲1四歩に△2四銀であると、▲2五歩△同銀▲1三歩成にて先手必勝である。
△1四同銀以下は▲同香△同香▲同飛に△1一香とし、▲1三歩△同香▲同角成△同桂となる（第1-2図）。ここで多くは先手▲3五歩とし、これを△同歩は▲3四香と打つ手があり次に▲3二香成と金を取れれば、△同玉▲1三飛成と突破することができるので後手は△3六角と反撃し、以下は▲2五歩△2五同角に▲1九飛と引き、△3五歩には▲2八香と打って、△3六角には▲3七銀と角を目標にして攻めていく。△3四角には▲3七香△1六桂▲3五香△2八桂成▲1四飛△3三歩▲3四香△同歩以下、難解な局面が続く。▲3七銀では3七香もあり、以下△1八歩▲2九飛△1四角▲3五香△3四歩▲2四歩△同歩▲1五銀△2五角▲同香△同歩で、以下▲1四銀△3五歩▲4一角△1五角▲2八飛△1九角成▲1三銀成△同玉▲2五飛△2四銀と進んだ実践例もある。途中△2五角に▲2四銀も考えられ、以下△同角▲同香△同桂▲同飛△2三歩といった進行が予想される。
したがって第1-2図から▲3五歩に代わって▲3九香と力をためる順も指されていくことになる。
第1-1図の▲2五桂とする前に、▲5七角～7九玉としてからの▲2五桂の順が実現すれば雀刺し型が指しやすいが、▲5七角に後手も先に△2四銀とし、以下▲7九玉に手損ながら△6四角とされれば、▲2五桂には△2五銀▲同歩△2六桂がある。
この速攻策は後手の攻撃態勢が整わない間に居飛車側が仕掛けて速攻を成功させており、居飛車側は5八に金がいることで脇が固い反面、玉が入城していないので、攻めが切れると大きな反撃の痛手を負う。ただし入城してから仕掛けることができるとほぼ必勝なので、相手側は迎撃態勢を整えて先行する必要がある。特に▲8八玉入城は棒銀に近いため雀刺しを相手にする際は念頭に置いておく必要がある。
また第1-3図のように、後手は玉を囲いに入れる前に△7五歩から7筋の歩を交換して動くこともひとつの手段。次に△7四銀-7三桂などの攻撃態勢にされると雀刺し側も脅威となるため、第1-3図のように先手も▲2五桂と跳ねて、後手△2四銀ならば先手▲6五歩として、右銀を5七から6六もしくは左銀を6六に進出させて態勢にさせないようにする。以下△4二角に▲1八飛△6四歩▲4六角として△4五歩に▲1九角と、右に角を引いて相手の攻撃をけん制する指し方もある。1976年12月21日王将戦予選、▲米長邦雄 対 △有吉道夫 戦で、後手有吉が雀刺しから△6四歩～△9一角で、飛車のコビンけん制した指し方を見せた。
| 9  | 8  | 7  | 6  | 5  | 4  | 3  | 2  | 1  |    |
| 香 | 桂 |    |    |    |    |    | 桂 | 香 | 一 |
|    | 飛 |    |    |    | 角 | 金 | 王 |    | 二 |
|    |    |    | 歩 |    | 金 | 銀 | 歩 |    | 三 |
| 歩 | 銀 | 歩 |    | 歩 | 歩 | 歩 |    | 歩 | 四 |
|    | 歩 |    | 歩 |    |    |    | 歩 |    | 五 |
|    |    | 歩 |    | 歩 |    | 歩 |    | 歩 | 六 |
| 歩 | 歩 | 銀 | 金 |    | 歩 | 桂 |    | 香 | 七 |
|    |    | 金 | 角 |    | 銀 |    |    | 飛 | 八 |
| 香 | 桂 | 玉 |    |    |    |    |    |    | 九 |

| 9  | 8  | 7  | 6  | 5  | 4  | 3  | 2  | 1  |    |
| 香 | 桂 |    |    |    |    |    |    |    | 一 |
|    | 飛 |    |    |    | 角 | 金 | 王 | 歩 | 二 |
|    |    |    | 歩 |    | 金 | 銀 | 歩 | 桂 | 三 |
| 歩 | 銀 | 歩 |    | 歩 | 歩 | 歩 |    |    | 四 |
|    | 歩 |    | 歩 |    |    |    | 歩 |    | 五 |
|    |    | 歩 |    | 歩 |    | 歩 |    |    | 六 |
| 歩 | 歩 | 銀 | 金 |    | 歩 | 桂 |    | 飛 | 七 |
|    |    | 金 |    |    | 銀 |    |    |    | 八 |
| 香 | 桂 | 玉 |    |    |    |    |    | 香 | 九 |

| 9  | 8  | 7  | 6  | 5  | 4  | 3  | 2  | 1  |    |
| 香 | 桂 |    |    |    |    |    | 桂 | 香 | 一 |
|    | 飛 |    |    |    | 角 | 金 | 王 | 歩 | 二 |
|    |    |    | 歩 |    | 金 | 銀 | 歩 |    | 三 |
| 歩 | 銀 | 歩 |    | 歩 | 歩 | 歩 |    |    | 四 |
|    | 歩 |    | 歩 |    |    |    | 歩 | 香 | 五 |
|    |    | 歩 |    | 歩 |    | 歩 |    |    | 六 |
| 歩 | 歩 | 銀 | 金 |    | 歩 | 桂 |    |    | 七 |
|    |    | 金 | 角 |    | 銀 |    |    | 飛 | 八 |
| 香 | 桂 | 玉 |    |    |    |    |    |    | 九 |

第1-4図から第1-6図は後手1四歩型の変化で、先手は雀刺しの攻撃態勢を築いて後手に3三の銀を△2四銀と受けさせ、以下▲2五歩△1三銀と端に銀を押し込んでから3八飛戦法#戦法例のとおりに3筋から5筋へと攻撃方向を変える指し方の他に、後手が2四に銀をあげなければ、第1-4図のように▲2五歩と抑えてから▲1五歩と仕掛け、以下△同歩▲同香に後手が△同香であれば▲1五同飛で、端を受けなければのち▲1九香などの狙い。▲1五同飛で△1三歩ならば▲同角成△同桂▲1九香で、△1一香としても▲1四歩。▲1五同飛で△1一香は▲1三歩。これを△同香なら▲1三角成△同桂▲1九香△1二歩▲1四香。▲1五同飛で△1四歩▲同飛△1一香には▲1三歩で△同香なら▲同角成△同桂▲1九香△1二歩▲1七飛（第1－5図）と引いておいて、次に1四歩の狙い。
戻って▲1五歩△同歩▲同香に△1三歩でも▲同香成△同香▲同角成△同桂▲1九香△1一香▲1四歩。そのため、△1二歩（第1-6図）とするが、雀刺し側は▲4六歩から4七銀とし、以下▲4五歩△同歩▲3五歩（△同歩ならば▲4五桂△4四銀▲3三歩など）といった3から4筋方面の攻撃が可能となる。

### 飛車先不突矢倉型
その後、1980年代初頭に飛車先不突矢倉が登場し、先手矢倉に▲2七歩型の陣形が出現する。そして雀刺しとセットで用いられていった。
| 9  | 8  | 7  | 6  | 5  | 4  | 3  | 2  | 1  |    |
| 香 | 桂 |    |    |    | 王 |    | 桂 | 香 | 一 |
|    | 飛 |    |    |    |    | 金 |    |    | 二 |
| 歩 |    | 銀 | 歩 |    | 金 | 銀 | 歩 | 歩 | 三 |
|    | 歩 |    |    | 歩 | 歩 | 歩 |    |    | 四 |
|    |    | 角 |    |    |    |    |    | 歩 | 五 |
|    |    |    | 歩 | 歩 |    | 歩 |    |    | 六 |
| 歩 | 歩 | 銀 | 金 |    | 歩 |    | 歩 | 香 | 七 |
|    |    | 金 |    |    | 銀 |    |    | 飛 | 八 |
| 香 | 桂 | 角 | 玉 |    |    |    | 桂 |    | 九 |

| 9  | 8  | 7  | 6  | 5  | 4  | 3  | 2  | 1  |    |
| 香 |    |    |    |    |    | 王 | 桂 | 香 | 一 |
|    | 飛 |    |    |    |    | 金 |    |    | 二 |
| 歩 |    | 桂 | 歩 |    | 金 |    | 歩 | 歩 | 三 |
|    | 銀 | 歩 | 角 | 歩 | 歩 | 歩 | 銀 |    | 四 |
|    | 歩 |    |    |    |    |    |    | 歩 | 五 |
|    |    | 歩 | 歩 | 歩 | 角 | 歩 | 銀 |    | 六 |
| 歩 | 歩 | 銀 | 金 |    | 歩 |    | 歩 | 香 | 七 |
|    | 玉 | 金 |    |    |    |    |    | 飛 | 八 |
| 香 | 桂 |    |    |    |    |    | 桂 |    | 九 |

| 9  | 8  | 7  | 6  | 5  | 4  | 3  | 2  | 1  |    |
| 香 |    | 角 |    |    |    | 王 | 桂 | 香 | 一 |
|    | 飛 |    |    |    |    |    |    |    | 二 |
| 歩 |    | 桂 |    | 金 | 金 |    | 歩 | 歩 | 三 |
|    | 銀 | 歩 | 歩 |    | 歩 | 歩 | 銀 |    | 四 |
|    | 歩 |    |    | 歩 |    |    |    | 歩 | 五 |
|    |    | 歩 | 歩 |    | 銀 | 歩 |    |    | 六 |
| 歩 | 歩 | 銀 | 金 |    | 歩 |    | 歩 | 香 | 七 |
|    | 玉 | 金 |    |    |    |    |    | 飛 | 八 |
| 香 | 桂 |    |    |    |    |    | 桂 |    | 九 |

第2-1図は第1-3図と違って、桂跳ねも後回しにしている。そして▲1八飛とすれば、飛車先不突型の場合は2七の隙間がないので、相手に角や銀の交換体制になっても痛手にならない。そして次に▲1四歩ですぐに端がやぶられる。▲1八飛に以下△2二銀とさせて、先手▲6五歩として右銀を5七から6六もしくは左銀を6六のほかに単に▲4六角もある。
また、従来の雀刺し陣であれば▲4六角に△6四角と角交換をせまり、雀刺し側は2七地点に角を打ち込むすきまがあるので交換を避け、そこで後手は以下△7四銀の態勢を築くことができるのであったが、飛車先不突型ならば角交換も可能となった。一例として、第2-2図から第2-3図の進行は1982年4月26日の名人戦、先手中原誠 vs 後手加藤一二三戦。後手棒銀側が角交換に出て、先手は角交換に応じて2六の銀を後手陣の薄くなった中央に展開。後手陣形が崩れているうえに左右の銀が完全に遊び駒と化してしまっている。
さらに、飛車先不突型であれば従来の雀刺しと違って右銀を3七から2六、さらに2五に進出させて棒銀のように指す手段や、▲2六銀-3七桂から2五桂の桂跳ね端攻めと▲3五歩△同歩▲同銀からの2態勢攻めが可能となった。
この後、1993年に高橋道雄九段が飛車先不突型をベースに「新型スズメ刺し」を連採。このころは先手の矢倉と言えば矢倉3七桂から森下システムか矢倉3七銀型から、▲4六銀-3七桂というくらい形が決まってきていた。この風潮の中で矢倉の大家とされる高橋が連採している新型スズメ刺しがひそかに脚光を浴びる。この雀刺しは高橋流の工夫により、天敵である棒銀がくるまえに攻撃態勢を整える。つまりはこのとき飛車先の歩はもちろん、▲3六歩も後回しにして、早くに▲1五歩～1七香～1八飛にする。早い段階に端を狙う態勢を築くと、後手の△3一角が制約を受けるのである。これは動いた時に▲1四歩からの強襲が見えているからである。
| 9  | 8  | 7  | 6  | 5  | 4  | 3  | 2  | 1  |    |
| 香 |    |    |    |    |    | 王 | 桂 | 香 | 一 |
|    |    | 飛 |    |    | 角 | 金 |    |    | 二 |
| 歩 |    | 桂 | 歩 |    | 金 | 銀 | 歩 | 歩 | 三 |
|    | 歩 | 歩 | 銀 |    | 歩 | 歩 |    |    | 四 |
|    |    |    |    |    |    |    |    | 歩 | 五 |
|    | 銀 | 歩 | 歩 | 歩 | 歩 | 歩 |    |    | 六 |
| 歩 | 歩 |    | 金 |    | 銀 | 桂 | 歩 | 香 | 七 |
|    |    | 金 | 角 |    |    |    |    | 飛 | 八 |
| 香 | 桂 |    | 玉 |    |    |    |    |    | 九 |

| 9  | 8  | 7  | 6  | 5  | 4  | 3  | 2  | 1  |    |
| 香 | 桂 |    |    |    | 王 |    | 桂 | 香 | 一 |
|    | 飛 |    |    |    |    | 金 |    |    | 二 |
| 歩 |    |    | 歩 |    | 金 | 銀 | 歩 | 歩 | 三 |
|    | 歩 | 銀 | 角 | 歩 | 歩 | 歩 |    | 歩 | 四 |
|    |    |    |    |    |    |    |    |    | 五 |
|    |    |    | 歩 | 歩 |    | 歩 |    |    | 六 |
| 歩 | 歩 | 銀 |    |    | 歩 | 桂 | 歩 | 香 | 七 |
|    |    | 金 | 角 | 金 | 銀 |    |    | 飛 | 八 |
| 香 | 桂 |    | 玉 |    |    |    |    |    | 九 |

| 9  | 8  | 7  | 6  | 5  | 4  | 3  | 2  | 1  |    |
| 香 | 桂 |    |    |    | 王 | 角 | 桂 | 香 | 一 |
|    | 飛 |    | 銀 |    |    | 金 |    |    | 二 |
| 歩 |    |    | 歩 |    | 金 | 銀 | 歩 | 歩 | 三 |
|    | 歩 | 歩 |    | 歩 | 歩 | 歩 |    |    | 四 |
|    |    |    |    |    |    |    |    | 歩 | 五 |
|    |    | 歩 | 歩 | 歩 |    |    |    |    | 六 |
| 歩 | 歩 | 銀 |    |    | 歩 | 歩 | 歩 | 香 | 七 |
|    |    | 金 |    | 金 | 銀 |    |    | 飛 | 八 |
| 香 | 桂 | 角 | 玉 |    |    |    | 桂 |    | 九 |

第3-1図は、高橋道雄－佐藤康光戦（1993年4月21日、王位戦リーグ）。高橋は他に対森内俊之戦（1993年2月26日、王位戦リーグ）、対郷田真隆戦（1993年4月9日、棋聖戦予選）で指している。
角が動いた時の▲1四歩からの強襲を考慮し、この将棋では後手の佐藤は△6四銀型を決めたあとにいったん△5二飛と中央へ牽制して▲4六歩と角道を止めさせることで局面は持久戦へと進んだ。上記にあげた他の将棋も持久戦へと進むが、結局は高橋が3者とも破り、高橋戦に敗れた佐藤は、翌週の対深浦康市戦（1993年4月27日、新人王戦）で早速この新型スズメ刺しを採用。第3-2図のとおり後手の角の利きが端から外れ、先手佐藤は速攻を仕掛けた。さらに3日後の対大野八一雄戦（1993年4月30日、王将戦予選）でも採用したが、驚くことに結果はいずれも先手勝ちに終わっている。
1993年には棋聖戦でも挑戦者の羽生善治が谷川浩司棋聖に対して、第62期棋聖戦 (将棋)第1局（相雀刺し、終盤捨て駒#実践例の妙手△4七角が出た将棋）、第63期棋聖戦 (将棋)第1局（先手速攻と後手△7五歩交換）と指している。特に62期の将棋（第3-3図）では出だしは変則ながら高橋流にしたが、羽生はのちのインタビューで最初からの作戦だったとした。

## 矢倉以外の戦法
対振り飛車の居飛車側が稀に雀刺しを用いることがある。例えば振り飛車穴熊崩しの地下鉄飛車定跡の中で雀刺しを用いる。アマチュア間で行われている金開き/アヒル囲い戦法では、振り飛車美濃を崩すときに雀刺しを用いる。
他方、振り飛車ではもともと第3-1図のような漠然とした居飛車の構えに対して振り飛車側から機をみて端攻めを狙う手法がある。飛車交換にもなりやすく、振り飛車が指しやすくなる。しかも第3-2図のように早仕掛け陣の場合△6四歩からの仕掛けがあるので、7八金型であると端攻めがしやすくなる。第3-2図から△9五同歩▲9八飛△8四飛▲9五香△9四歩（△9三歩ならば▲9六飛△6三銀▲9七桂として置いて▲8六歩を狙う）▲同香△同香（△同飛は▲同飛△同香に▲9五歩）▲9五歩△同香（△6五歩ならば▲9四歩）▲同角△9四飛▲9七香△9五飛▲同香△6五歩▲9二香成△6六歩▲5六銀△7三桂▲8二成香△5五歩▲4五銀△6五桂▲7二成香△5七桂成▲9一飛成などの進行が考えられる。第3-2図に戻って▲9五歩にかえて▲5六銀もあり、△4四銀ならば角道が止まり、以下▲9五歩△同歩▲9八飛△8四飛▲9五香△9四歩▲同香△同香▲9五歩△同香▲同角△9四飛▲9七香△9五飛▲同香△5五香▲同銀△同歩▲9二香成などの進行が予想される。
また、角換わりでは後手が△6五歩と6筋の位を取る際に、先手の作戦として雀刺しが使用されることがある（第4-1図）。